# Hundholmen
Hundholmen är en halvö i Finland. Den ligger i sjön Västerfjärden och i kommunen Närpes i den ekonomiska regionen  Sydösterbotten och landskapet Österbotten, i den sydvästra delen av landet, 300 km nordväst om huvudstaden Helsingfors.
Terrängen på Hundholmen är varierad.  I omgivningarna runt Hundholmen växer i huvudsak blandskog.